# Victor de Mars
Victor de Mars (né Victor Étienne Guillaume Demars, le 17 juillet 1817 à Strasbourg,, mort le 4 juillet 1866 à Clamart,) est un journaliste français, qui fut secrétaire de rédaction et directeur-gérant de la Revue des deux Mondes.

## Biographie
Souhaitant alléger sa propre charge de travail, le fondateur de la Revue des deux Mondes, François Buloz, nomma Victor de Mars au poste de secrétaire de rédaction, puis de directeur-gérant, en 1838,. Victor de Mars signa ainsi pour Buloz la « Chronique de la quinzaine » pendant près de trente ans. Cet arrangement permettait à Buloz de se mettre, « officiellement du moins, à l'abri des remontrances ministérielles et des poursuites judiciaires ».
Par une note insérée dans cette même chronique en 1866, La Revue des deux Mondes annonça la mort de Victor de Mars en ces termes : « La Revue vient de faire une perte douloureusement ressentie par tous ses collaborateurs dans la personne de Victor de Mars, frappé il y a peu de jours d'une mort presque subite et prématurée. Cet homme simple et utile, cette douce figure de la vie littéraire de notre époque disparaît en laissant des regrets affectueux aux plus illustres comme aux plus humbles. Le fondateur de la Revue en reprend naturellement aujourd'hui la signature. »